# Tudu
Tudu (Duits: Tudddo) is een plaats in de Estlandse gemeente Vinni, provincie Lääne-Virumaa. De plaats heeft 255 inwoners (2021) en heeft de status van groter dorp of ‘vlek’ (Estisch: alevik).
Ten westen van Tudu ligt het 25,7 hectare grote Tudumeer (Estisch: Tudu järv). Het meer ligt in het natuurgebied Tudusoo looduskaitseala (47 km²), een moerasgebied.

## Geschiedenis
Tudu werd voor het eerst vermeld in 1241 in het Grondboek van Waldemar onder de naam Tydy. De bewoners hielden zich van oudsher bezig met de bosbouw. In het midden van de 19e eeuw kreeg Tudu een glasfabriek, die in 1879 alweer sloot.
Tussen 1926 en 1972 had Tudu een station aan de spoorlijn Sonda-Mustvee.

## Foto's

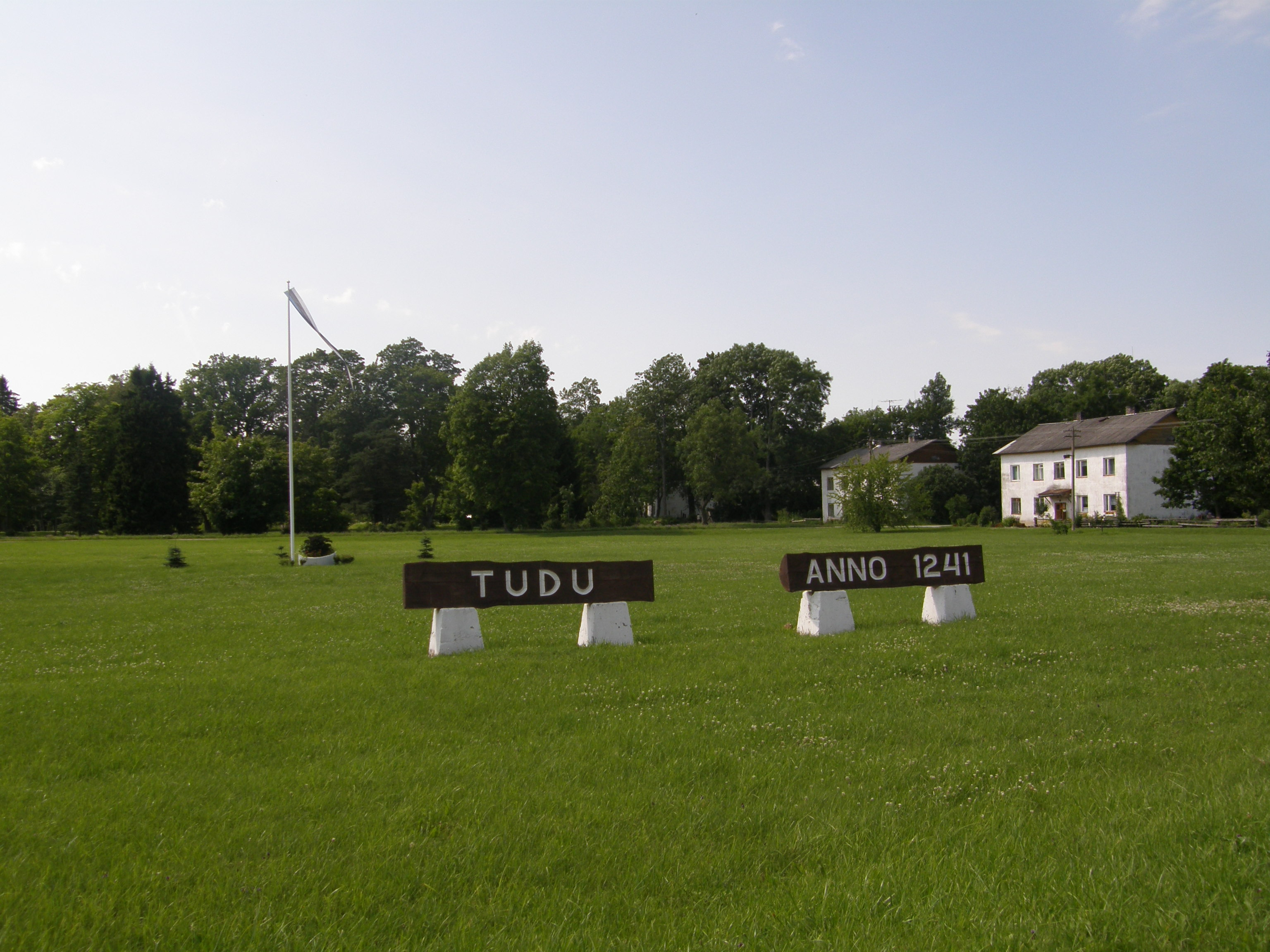
Gedenkteken voor de eerste vermelding van het dorp
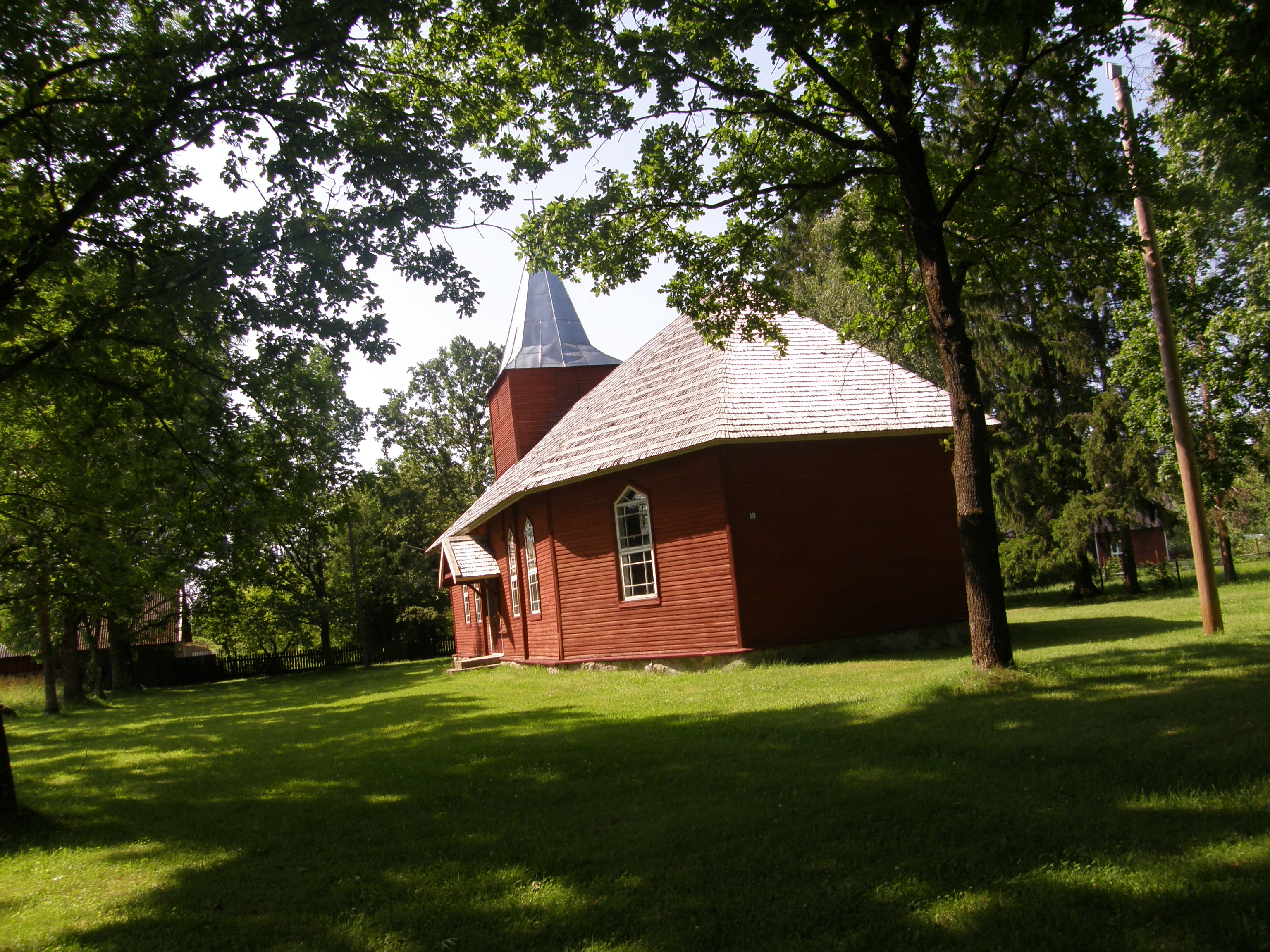
Lutherse kerk in Tudu
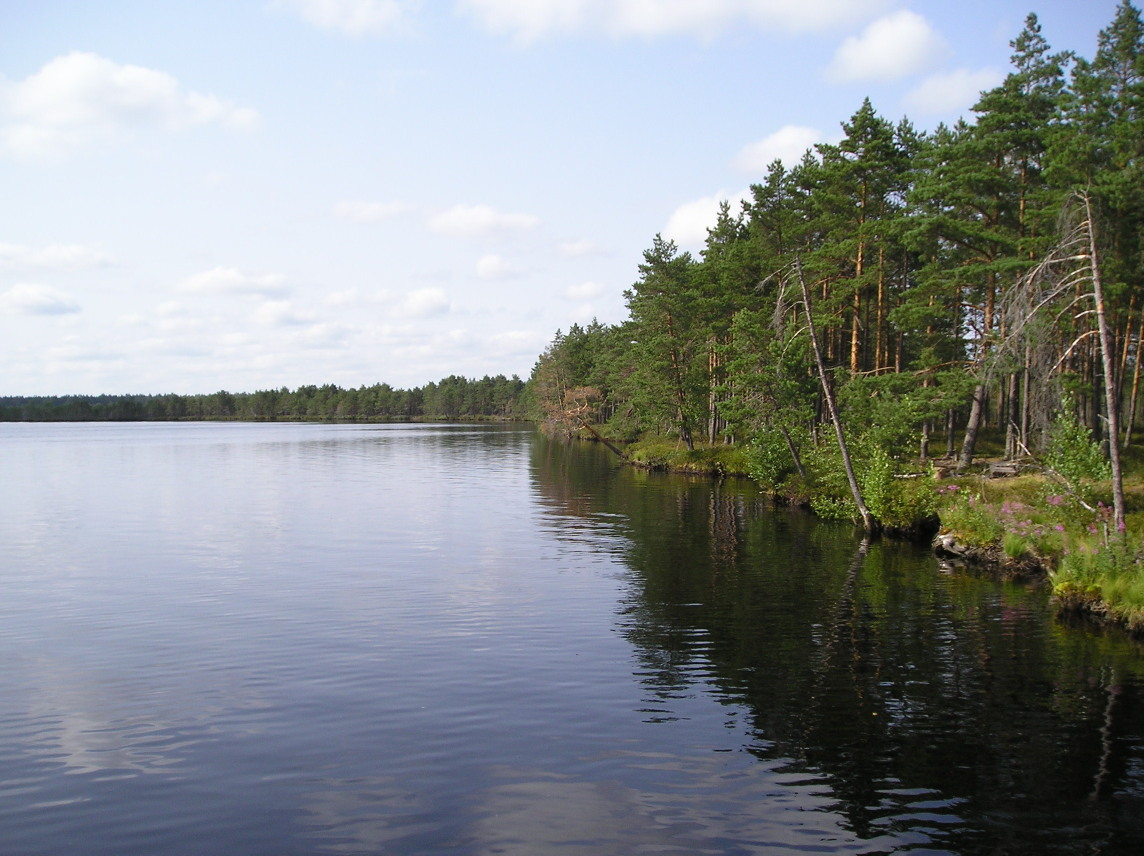
Het Tudumeer